# Paul Bütow
Paul Bütow (* 31. Dezember 1854 in Königsberg in der Neumark; † 30. März 1926 in Königsberg in der Neumark) war ein deutscher Orgelbauer in der Neumark.

## Leben
Paul Bütow kam als Sohn des Orgelbauers Friedrich Carl Wilhelm Bütow und der Willemine Elisabeth Teppern zur Welt. In der Werkstatt seines Vaters erlernte er das Orgelbauhandwerk, ehe er auf Wanderschaft ging. Man nimmt an, dass die Bauweise seiner Orgeln auf die Ausbildung seines späteren Lehrmeisters Wilhelm Sauer, Frankfurt (Oder) zurückzuführen ist. Im Gegensatz zu seinem Vater baute er ebenfalls Kegelladenorgeln, vermutlich ist die Orgel in der Kirche von Groß Lindow sein Meisterstück.
Nach dem Tod des Vaters führte er dessen Werkstatt in Königsberg weiter und lebte 1897 mit seiner Mutter gemeinsam in einer Wohnung in der Klosterstraße 276. Erst 1902, als er die zwanzig Jahre jüngere Martha Heckendorf heiratete, verzog er in die Klosterstraße 28. Da sich die Werkstatträume in den Räumen des Klosters befanden, mussten diese 1925 mit dem Verkauf der Gebäude geräumt werden. So gingen auch viele Aufzeichnungen verloren, da man berichtete, dass Paul Bütow die Angewohnheit hatte, viele Ereignisse an den Wänden der Werkstatt zu notieren. Er war ein begabter Orgelbauer, jedoch kein Kaufmann, so dass er es nur zu einem bescheidenen Auskommen gebracht hatte. Neben seinen Neubauten war er in erster Linie mit Reparaturen, Wartungen und Orgelumbauten beschäftigt. Seine letzte Reparatur in der Französisch-Reformierten Kirche zu Schwedt/Oder brachte ihn in erhebliche wirtschaftliche Schwierigkeiten durch die Inflation. Er konnte mangels Geldes kein Material mehr einkaufen und so musste der Orgelbaumeister Max Emil Albert Kienscherf aus Eberswalde die Reparatur vollenden. Mit seinem Tod 1926 endete die Orgelbaugeschichte der Familie Bütow, da der Sohn Hans Bütow (* 15. September 1905 in Königsberg, vermisst seit 1. November 1944 in Ostpreußen) lieber den Beruf eines Lehrers ergriffen hatte. Er wurde als Heimatforscher zur Geschichte der Neumark bekannt und verfasste zudem einige Artikel, unter anderem über Kirchen und deren Orgeln.

## Werke (Auswahl)
Von Paul Bütow sind 6 Orgelneubauten, sowie Umbauten und Reparaturen in der Neumark und angrenzenden Gebieten bekannt. Erhalten sind nur noch Teile in Groß Lindow und Neuenhagen. 
| Jahr    | Ort                          | Gebäude | Bild | Manuale | Register | Bemerkungen |
| ------- | ---------------------------- | ------- | ---- | ------- | -------- | --- |
| 1876    | Groß Lindow                  | Kirche  |      | II/P    | 10       | wahrscheinlich erste Orgel, mechanische Kegelladen, teilweise erhalten, 2005 restauriert durch Schuke                                                         |
| 1880    | Theeren (Tchórzno)           | Kirche  |      | I/P     | 4        | mechanische Kegelladen |
| 1898    | Butterfelde (Przyjezierze)   | Kirche  |      | I/P     | 6        | mechanische Kegelladen |
| 1899    | Flemsdorf, Uckermark         | Kirche  |      | I/P     | 8        | Umbau unter Verwendung der Originalteile von Joachim Wagner von 1745, mechanische Schleif- und Kegelladen, Barockgehäuse und wenige Teile erhalten            |
| um 1901 | Rehdorf (Stoki)              | Kirche  |      | I       | 4        | Positiv, mechanische Kegelladen |
| um 1902 | Neuenhagen, Neumark          | Kirche  |      | II/P    | 12       | mechanische Kegelladen, 2011 Restaurierung der einzigen fast vollständig erhaltenen Paul-Bütow-Orgel, 2013 durch Brand schwer beschädigt, Reparaturen geplant |
| 1909    | Zorndorf (Sarbinowo)         | Kirche  |      | II/P    | 10       | pneumatische Kegelladen, ersetzte Vorgängerorgel von 1839 von Carl Ferdinand Landow                                                                           |
| 1914    | Alt Drewitz (Stare Drzewice) | Kirche  |      | II/P    | 14       | pneumatische Kegelladen, ersetzte Vorgängerorgel von 1840 von Lang & Dinse                                                                                    |